# Otto Goertz
Otto Goertz (* 27. Mai 1872 in Rheydt; † 6. April 1934 in Köln) war ein deutscher Fabrikant.

## Leben
Otto Goertz studierte an den Universitäten Freiburg, Berlin und Bonn Rechtswissenschaften. 1895 wurde er Mitglied des Corps Palatia Bonn. Nach dem Referendarexamen in Köln und der Promotion zum Dr. jur. in Bonn wurde er Inhaber der Keramik- und Porzellanfabrik Fa. Franz Anton Mehlem in Bonn. 1920 gründete er zusammen mit Walter Guilleaume in Beuel als deren Teilhaber die Fa. Guilleaume-Werk, Schleifscheibenfabrik.
Goertz war Präsident der Industrie- und Handelskammer Bonn, stellvertretender Vorsitzender des Industrie-Verbandes für Bonn und Umgebung, Konsul der Republik China und Handelsgerichtsrat.
Am Ersten Weltkrieg nahm er als Rittmeister teil. Mit dem Eisernen Kreuz I. Klasse und vielen anderen Kriegsorden ausgezeichnet, wurde er zum Ende des Krieges zum Major der Reserve befördert. Anfang der 1930er-Jahre wohnte Goertz in der heutigen Villa Tempelstraße 8 in Bonn. 1934 erdchoss er sich in seinem Privatbüro in Köln.